# Jack Johnson (Musiker)

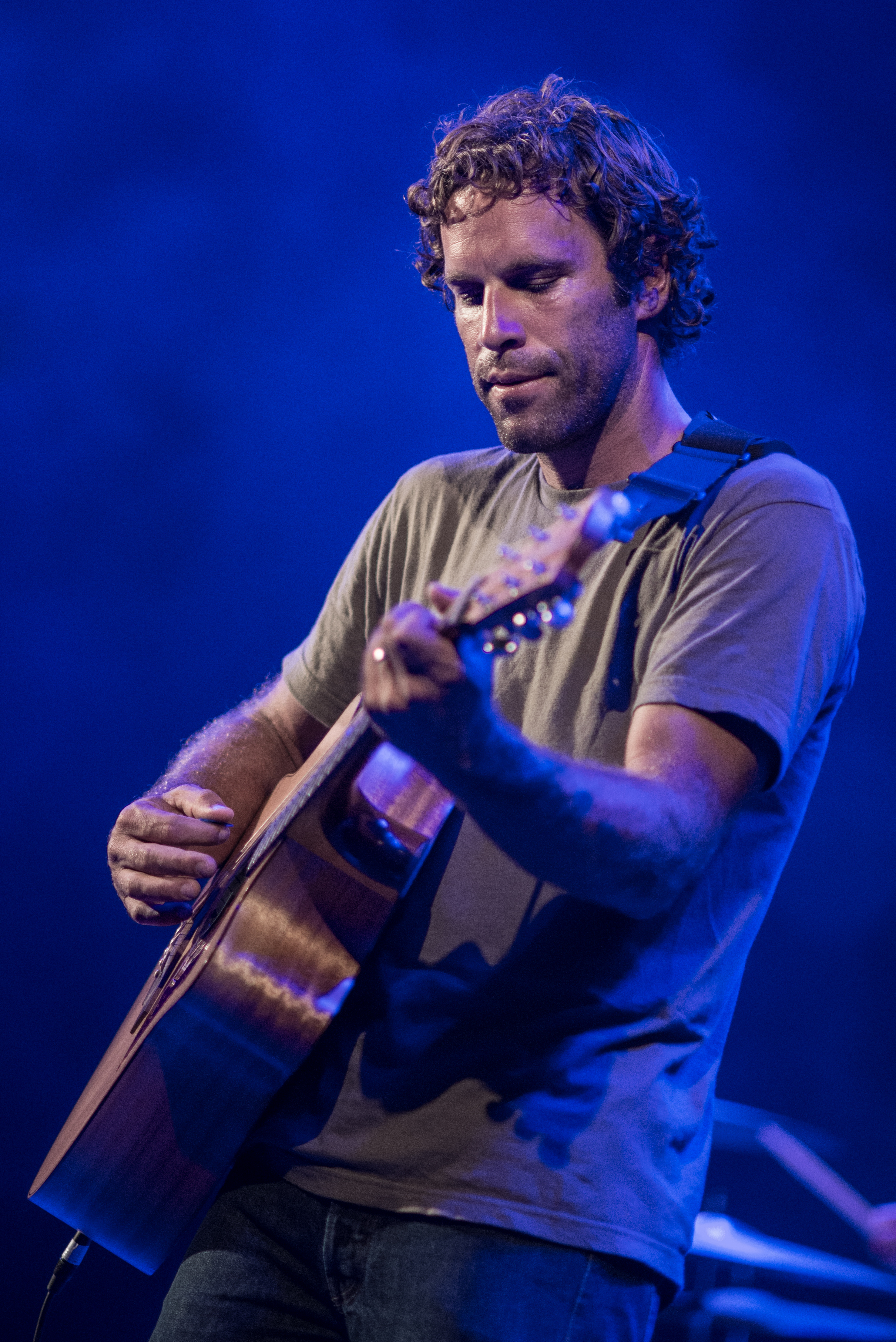
Jack Johnson (2014)

Jack Hody Johnson (* 18. Mai 1975 auf Oʻahu, Hawaii) ist ein US-amerikanischer Surfer, (Surf-)Filmregisseur und Singer-Songwriter.

## Leben
Johnson lernte bereits als Fünfjähriger das Surfen und war mit 17 Jahren der jüngste Endrundenteilnehmer der Pipe Trials, einem weltbekannten Surf-Event. Bereits vor dem Ende der Highschool hatte er einen Profivertrag mit der Firma Quiksilver. Er war bis zu seinem Abschluss 1993 Schüler an der Kahuku High School an der Nordküste der Hawaii-Insel Oʻahu. Die „Northshore“ mit ihren Stränden ist der beliebte Surfer-Treff auf der Inselkette. Der Spaß am Surfen stand für ihn in jungen Jahren absolut im Vordergrund. Nach einer längeren Verletzungspause, in der er viel Gitarre spielte, beendete er seine Profikarriere als Surfer, um die Lebenseinstellung „Surfen“ nicht zu einem profitorientierten Leistungssport zu machen. Als Umweltaktivist der Organisation One Percent for the Planet lässt er mindestens ein Prozent seines Profits in ökologische Projekte fließen. Er lebt vegetarisch.

### Filme
Er besuchte als Filmstudent die University of California im kalifornischen Santa Barbara. Er beteiligte sich an den Surffilmen September Sessions, Thicker than Water sowie A Brokedown Melody und Sprout, die unter dem Plattenlabel The Moonshine Conspiracy erschienen. Im Jahr 2004 benannte sich das Label in Woodshed Films um. Woodshed-Filme sind bekannt geworden durch die entspannte Atmosphäre, die jazzige Musik und die erstklassigen Aufnahmen mit 16-mm-Kameras. Im Gegensatz zu vielen anderen Surffilmen geht es bei Woodshed-Filmen nicht um das Big-Wave-Surfen, sondern um das alltägliche Surfen und das Leben rundherum. Johnson ist mit Surfprofis wie Kelly Slater, Rob Machado und Donavon Frankenreiter befreundet.

### Musik

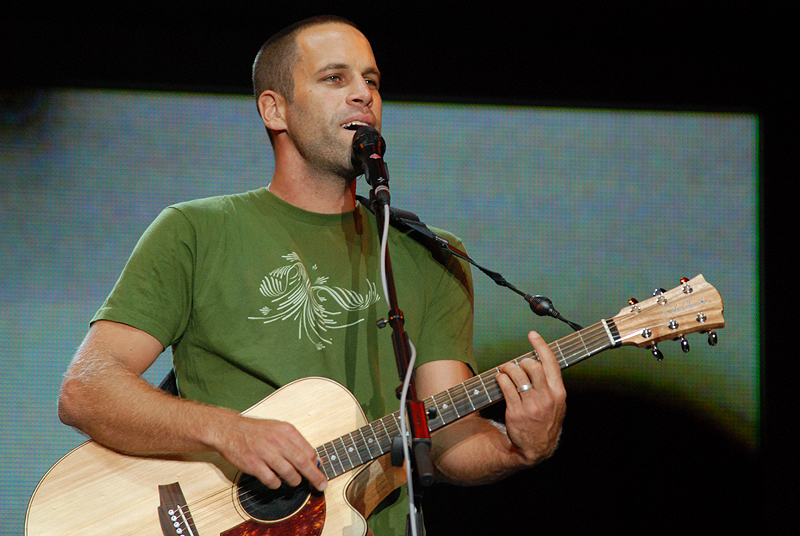
Jack Johnson (2008)

Seine ersten Schritte als Musiker begannen mit dem Erlernen des Gitarrenspiels im Alter von zwölf Jahren, das er allerdings lange Zeit bloß als Hobby betrieb.
Die selbst produzierten Filme mussten mit Musik unterlegt werden, und um die Kosten zu drücken, verwendete er selbst geschriebene Lieder. Von nun an avancierte er schnell zu einer festen musikalischen Größe in der Surferszene.
Garrett Dutton, besser bekannt als G.Love, Frontmann der aus Philadelphia stammenden R&B-Hip-Hop-Formation G. Love & Special Sauce und selbst begeisterter Surfer, wurde auf Johnson aufmerksam und räumte dessen Stück Rodeo Clowns 1999 einen Platz auf dem Album Philadelphonic ein.
Durch Mund- und „Tape-zu-Tape“-Propaganda steigerte sich Johnsons Bekanntheit, worauf im Jahr 2001 sein Debüt Brushfire Fairytales erschien.
Der Erfolg machte es ihm möglich, ein eigenes Studio auf Hawaii (The Mango Tree) und sein eigenes Plattenlabel (Brushfire Records) zu gründen. Mit dem Lied Flake war er 2002 auch in den US-Charts vertreten. Im Video zum Titel Taylor (2004) spielte Ben Stiller eine Hauptrolle. Eigenen Angaben zufolge wurde Johnson musikalisch unter anderem von den Beatles, Jimi Hendrix, Bob Dylan, Ben Harper, Radiohead, Neil Young, Bob Marley, Otis Redding etc. beeinflusst.
In einem Interview in der Zeitschrift Surfers, the european soul magazine (Ausgabe 01/03) sagte er, dass er zu früheren Zeiten in einer Punkband spielte und heute noch Punkrock hört.

„Meine erste Band war ’ne Punkband – aber das hättest du hören sollen … furchtbar! Wir liebten das Pogen, nur konnte man das nicht Musik nennen. Trotzdem habe ich es nicht hinbekommen, mich zu entscheiden. Ich höre immer noch Punk und Bob Marley.“

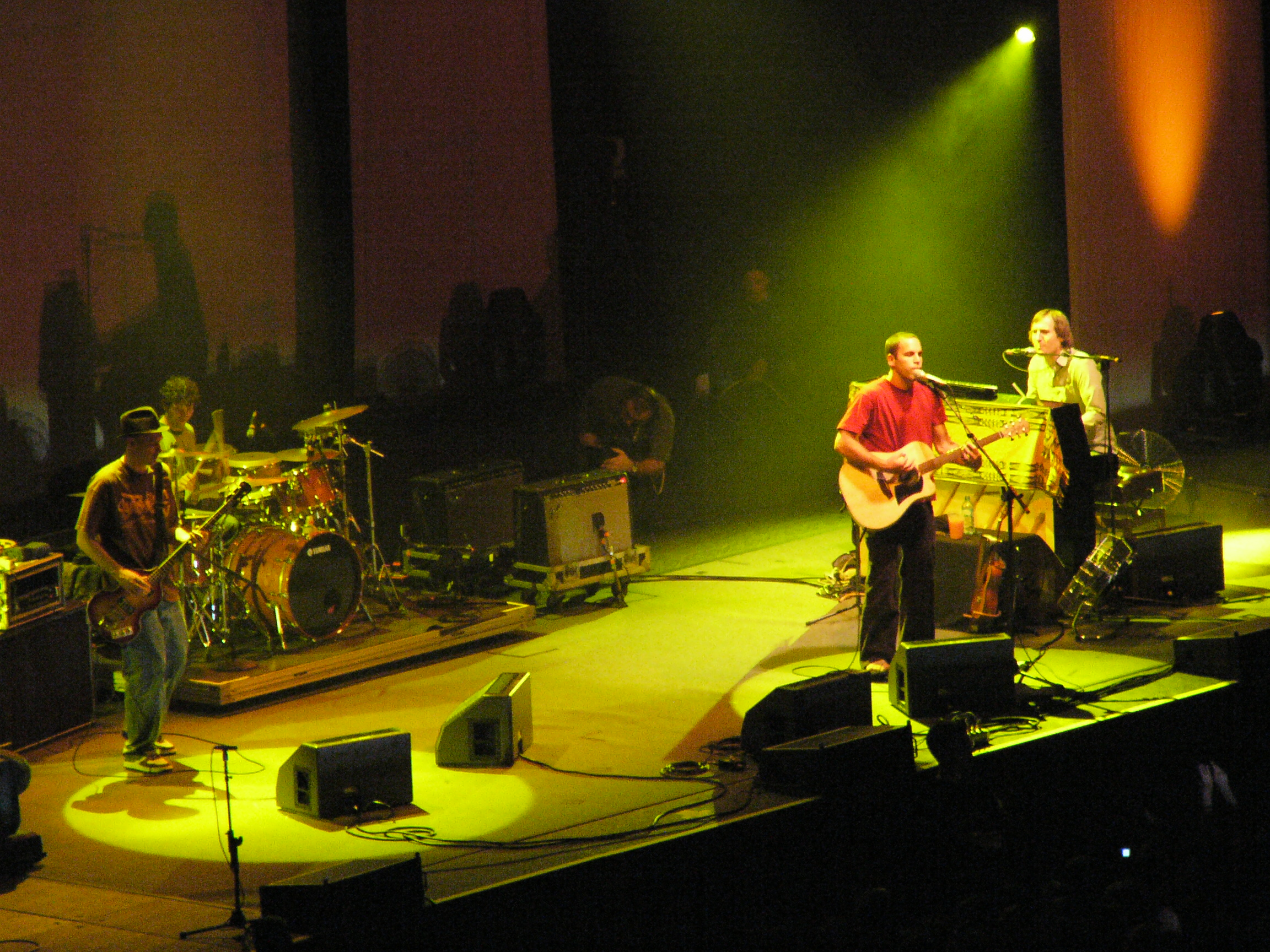
Jack-Johnson-Konzert im Hallenstadion Zürich, März 2006

2005 nahm er mit The Black Eyed Peas eine überarbeitete Version seines Songs Gone (neu: Gone Going) auf. Nach einer langen Welttournee im Jahr 2008 veröffentlichte Johnson 2009 die bekanntesten Hits seiner Studioalben auf der Live-Doppel-CD En Concert. Zur Tournee wurde von seinem Freund und bekannten Filmemacher Emmet Malloy auch eine DVD mit dem gleichen Titel veröffentlicht. Einen Teil der Einnahmen will Johnson zwei wohltätigen Organisationen, die sich mit Umweltproblemen auf Hawaii beschäftigen, spenden. Anfang Juni 2010 erschien sein sechstes Studioalbum mit dem Titel To the Sea.
Bei Johnsons Plattenlabel Brushfire Records stehen unter Vertrag:
- Jack Johnson
- G. Love & Special Sauce
- Matt Costa
- Animal Liberation Orchestra (ALO)
- Money Mark
- Rogue Wave
- Mason Jennings
- Neil Halstead
- Zach Gill
- Zee Avi

und standen:
- Donavon Frankenreiter

## Band-Besetzung
- Merlo Podlewski (Bass)
- Adam Topol (Schlagzeug)
- Zach Gill (Piano & Gesang)
- Jack Johnson (Gesang & Gitarre)

## Diskografie
Studioalben

| Jahr | Titel                      | Höchstplatzierung, Gesamtwochen, AuszeichnungChartplatzierungen (Jahr, Titel, Platzierungen, Wochen, Auszeichnungen, Anmerkungen) | Höchstplatzierung, Gesamtwochen, AuszeichnungChartplatzierungen (Jahr, Titel, Platzierungen, Wochen, Auszeichnungen, Anmerkungen) | Höchstplatzierung, Gesamtwochen, AuszeichnungChartplatzierungen (Jahr, Titel, Platzierungen, Wochen, Auszeichnungen, Anmerkungen) | Höchstplatzierung, Gesamtwochen, AuszeichnungChartplatzierungen (Jahr, Titel, Platzierungen, Wochen, Auszeichnungen, Anmerkungen) | Höchstplatzierung, Gesamtwochen, AuszeichnungChartplatzierungen (Jahr, Titel, Platzierungen, Wochen, Auszeichnungen, Anmerkungen) | Anmerkungen                                                  |
| Jahr | Titel                      | DE | AT | CH | UK | US | Anmerkungen                                                  |
| ---- | -------------------------- | --- | --- | --- | --- | --- | ------------------------------------------------------------ |
| 2001 | Brushfire Fairytales       | — | — | — | UK36 Gold · (32 Wo.)UK | US34 Platin · (59 Wo.)US | Erstveröffentlichung: 1. Februar 2001 Verkäufe: + 1.770.000  |
| 2003 | On and On                  | DE88 Platin · (2 Wo.)DE | AT50 (5 Wo.)AT | CH62 (12 Wo.)CH | UK30 Platin · (36 Wo.)UK | US3 Platin · (55 Wo.)US | Erstveröffentlichung: 6. Mai 2003 Verkäufe: + 2.255.000      |
| 2005 | In Between Dreams          | DE7 ×3Dreifachgold · (71 Wo.)DE                                                                                                   | AT13 Gold · (44 Wo.)AT | CH8 Gold · (66 Wo.)CH | UK1 ×5Fünffachplatin · (97 Wo.)UK                                                                                                 | US2 ×2Doppelplatin · (108 Wo.)US                                                                                                  | Erstveröffentlichung: 1. März 2005 Verkäufe: + 5.310.000     |
| 2008 | Sleep Through the Static   | DE2 Gold · (29 Wo.)DE | AT3 Gold · (15 Wo.)AT | CH2 Gold · (20 Wo.)CH | UK1 Gold · (17 Wo.)UK | US1 Platin · (65 Wo.)US | Erstveröffentlichung: 1. Februar 2008 Verkäufe: + 1.687.500  |
| 2010 | To the Sea                 | DE4 Gold · (16 Wo.)DE | AT4 (17 Wo.)AT | CH1 Gold · (18 Wo.)CH | UK1 Gold · (10 Wo.)UK | US1 Gold · (31 Wo.)US | Erstveröffentlichung: 1. Juni 2010 Verkäufe: + 872.500       |
| 2013 | From Here to Now to You    | DE9 (5 Wo.)DE | AT5 (6 Wo.)AT | CH5 (8 Wo.)CH | UK7 Silber · (3 Wo.)UK | US1 (25 Wo.)US | Erstveröffentlichung: 17. September 2013 Verkäufe: + 212.500 |
| 2017 | All the Light Above It Too | DE24 (2 Wo.)DE | AT27 (1 Wo.)AT | CH7 (4 Wo.)CH | UK46 (1 Wo.)UK | US5 (2 Wo.)US | Erstveröffentlichung: 8. September 2017                      |
| 2022 | Meet the Moonlight         | DE45 (2 Wo.)DE | AT58 (1 Wo.)AT | CH11 (4 Wo.)CH | — | US47 (1 Wo.)US | Erstveröffentlichung: 24. Juni 2022                          |